# 青柳文庫
青柳文庫（あおやぎぶんこ）は仙台藩の仙台城城下町に幕末から明治維新まで存続した文庫であり、当時は公開文庫と称していた。

## 歴史
仙台藩の出身で江戸に出て成功を収めた公事師兼商人の青柳文蔵が、仙台藩に書籍2,885部、9,936冊と文庫を開設するための資金1000両を献上し、それを広く活用させるために、1831年（天保2年）、藩の医学校があった場所に公開の文庫として設けた。文庫は、明治維新まで存続したものの、戊辰戦争以来の世情の混乱で蔵書は散逸した。
1874年（明治7年）、宮城師範学校が開設される際に一部の蔵書が同校に引き継がれ、さらに1881年（明治14年）、宮城書籍館（のちの宮城県図書館）の開設に伴い引き継がれた。
第二次大戦中には青葉区愛子と芋沢の農家に疎開されていたため焼失を免れ、現在も宮城県図書館の『青柳文庫蔵書』に459部・3,339冊所蔵されている。

## 所在地
1817年（文化14年）頃に仙台藩藩校の養賢堂から分立した仙台藩医学校が、城下の百騎丁（現在の東二番丁）に設立されていたが、その構内に青柳文庫は設置された。文庫の廃止後、跡地は仙台憲兵隊、そして仙台中央警察署に使用され、現在は東二番丁スクエアが建っている。
- 現在の住所：宮城県仙台市青葉区一番町四丁目1-25
- 北緯38度15分48.0秒 東経140度52分21.4秒 / 北緯38.263333度 東経140.872611度

## 青柳文庫を所蔵している主な機関
- 宮城県図書館
- 宮城教育大学附属図書館
- 国立国会図書館
- 仙台市民図書館
- 東北大学附属図書館
- 斎藤報恩会
- 仙台市博物館